# آثار الطلاق
تم دراسة آثار الطلاق على الآباء وأطفالهم بالتفصيل لعقود. وتشير الأدلة القوية إلى أن الأطفال الذين ينفصل أباؤهم يواجهون صعوبات نفسية واجتماعية كبيرة.

## الآثار الطبية والنفسية
وقد أشارت الدراسات الأخيرة إلى مجموعة متنوعة من الآثار الاقتصادية والصحية العقلية والجسدية والاجتماعية طويلة الأجل المترتبة على الطلاق، على الرغم من أن المدى الكامل لهذه الآثار لا يزال موضع نقاش كبير.
هناك تقارير تفيد بأن الأطفال لا يكونوا دائماً في حالة سيئة للغاية، وأن الطلاق يمكن أن يساعد الأطفال الذين يعيشون في منازل بها الكثير من الصراع والمشاكل مثل أولئك الذين يعانون من العنف المنزلي. في حين أن مجموعة متنوعة من الدراسات والمقالات طرحت العديد من الأفكار عن أفضل طريقة للحد من آثار الطلاق على الأطفال، فإن القضية تعتمد دائما على الطلاق نفسه.
ويقال إن الأطفال لوالدين مطلقين (والذين ينتمون دائماً إلى أسر غير سعيدة) لديهم فرصة أكبر للمشاكل السلوكية. كما أشارت الدراسات إلى أن هؤلاء الأطفال من المرجح أن يعانوا من سوء المعاملة أكثر من الأطفال في الأسر السليمة، وغالباً ما يعانوا الفقر الشديد.
وبما أن جميع الأطفال من الآباء المطلقين قد عاشوا في منازل غير سعيدة، فإنهم قد عانوا أيضاً تجارب عديدة غير سعيدة. العديد من الموضوعات قالت أشياء مثل: «رأيت بعض الأشياء التي فعلها والدي، وأعلم أنه يجب ألا أفعل ذلك في زواجي ورأيت الطريقة التي يعاملون بها بعضهم البعض، وأعرف أنه يجب علي عدم القيام بذلك مع زوجتي وأطفالي، وقد اكتشفت أن الطلاق جعلني أكثر التزاما لزوجي وأولادي».
وقد كشفت بعض الدراسات أن الأشخاص الذين كانوا في أسر مطلقة يكون لديهم معدلات أعلى من إدمان الكحول وغيره من المخدرات. قام روبرت كومبس بمراجعة أكثر من 130 دراسة لقياس مدى تأثير الحالة الاجتماعية على السعادة الشخصية.
كما ادعت أيضاً بعض الدراسات وجود ارتباطات إيجابية بين الطلاق ومعدلات:
- الأمراض المعدية، أمراض الجهاز الهضمي، الأمراض الطفيلية، أمراض الجهاز التنفسي.[25]
- سرطان - مرضى السرطان المتزوجين هم أيضا أكثر قابلية للتعافي من المطلقين[26]
- السكتة[20][27][28][29][30][31][32]